# Le Corbeau (poème)
Pour les articles homonymes, voir Le Corbeau et Raven.
Le Corbeau (titre original : The Raven) est un poème narratif de l'écrivain américain Edgar Allan Poe. Il compte parmi ses textes les plus évocateurs et assoit  sa réputation dans le monde anglophone. Il paraît pour la première fois le 29 janvier 1845 dans le New York Evening Mirror. D’une grande musicalité, empreint d'atmosphère irréelle mais obéissant à une stricte métrique, il raconte la mystérieuse visite nocturne que reçoit un narrateur durablement accablé par la mort de Lenore, sa bien-aimée. Un corbeau entre chez lui par la fenêtre et se perche sur un buste de la déesse Pallas, au-dessus de la porte d'entrée. Il répète inlassablement « Jamais plus » (« Nevermore »), ce qui plonge le narrateur dans un désarroi si fort qu'il sombre dans la folie. Le poème utilise un grand nombre de références classiques et folkloriques.
Dans son essai La Philosophie de la composition publié en 1846, Poe explique avoir écrit ce poème de façon logique et méthodique, dans la double intention de satisfaire la demande populaire et de séduire les critiques. Le poème s'inspire en partie du roman Barnaby Rudge de Charles Dickens, où  intervient un corbeau qui parle. Poe emprunte au poème d'Elizabeth Barrett Browning La Cour de lady Geraldine (Lady Geraldine's Courtship) son rythme et sa métrique complexes. De plus, il utilise des rimes internes et de nombreuses allitérations.
Le poème fait l'objet de plusieurs traductions françaises, dont les deux premières datent de 1853.
Il inspire bon nombre de créations littéraires, musicales ou cinématographiques.

## Résumé
Par une nuit lugubre et glaciale de décembre, le narrateur somnole en parcourant plusieurs livres de « savoir oublié ». Il espère dissiper le chagrin provoqué par la mort de Lenore, sa bien-aimée. Quelqu'un tapote à la porte. Ce bruit finit par le tirer de sa torpeur - c'est quelque visiteur, et rien de plus... Après quelques mots d'excuses pour son retard, il ouvre la porte mais n'aperçoit que les ténèbres. Il murmure le nom de Lénore, seul l'écho lui répond.
De retour dans sa chambre, l'âme embrasée, il entend un bruit plus fort contre le volet. Ce n'est sûrement que le vent... Il ouvre la fenêtre pour « élucider ce mystère ». Alors sans faire attention à lui, un corbeau majestueux entre d'un battement d'ailes et se perche au-dessus de la porte, sur un buste de la déesse grecque Pallas.
La posture grave et sévère du corbeau fait sourire le narrateur, qui lui demande son nom. Le corbeau répond : « Jamais plus » (« Nevermore »).
Bien qu'il soit étrange qu'un corbeau appelé « Jamais plus » reste immobile au-dessus de sa porte d'entrée, le narrateur admire sa faculté de compréhension. Mais dès demain l'oiseau se sera envolé, comme d'autres amis avant lui. Le corbeau rétorque : « Jamais plus ».
Le narrateur pense que ce « Jamais plus » est la seule expression que le corbeau connaisse (« son unique fonds de commerce »), apprise très probablement d'un maître malheureux. Il s’assied face à lui, essayant de deviner le sens de « Jamais plus ». Son esprit vagabonde vers sa Lenore perdue. L'air se fait plus dense, des anges agitent un invisible encensoir. Il demande à l'oiseau, ce « prophète » et cette « créature du mal », s'il n'est pas envoyé pour lui apporter un breuvage enivrant (« le népenthès (de) ») ou une onction apaisante (« le baume de Galaad »). Le corbeau répond : « Jamais plus ».
Il interroge encore l'oiseau : reverra-t-il Lenore au lointain paradis ? Le corbeau croasse « Jamais plus », il lui crie de retourner à son « rivage plutonien ». Le volatile ne bouge pas. Le narrateur doit se résigner à ce que, sous l'ombre du corbeau démoniaque, son âme ne puisse « jamais plus » s'élever.

## Composition
À la suite du succès de son poème, Poe rédige en 1846 un essai intitulé La Philosophie de la Composition, où il en explique la création. Bien que l'essai présente une vue d'ensemble de la théorie de la littérature de l'auteur, sa description de la rédaction semble exagérée. Il précise que chaque élément du poème suit une logique précise : le corbeau entre dans la chambre pour échapper à la tempête (un « minuit lugubre » durant un « glacial décembre ») ; le buste blanc de Pallas crée un contraste avec le plumage noir du corbeau... Il soutient que rien dans le poème n'arrive par hasard, l'auteur contrôlant tout. Même l'expression « Never more » (« Jamais plus ») est utilisée pour l'effet créé, en anglais, par le son long de la voyelles o (Poe s'est peut-être inspiré ici des travaux de Lord Byron ou d'Henry Wadsworth Longfellow). À propos du thème choisi, il ajoute que « la mort (...) d'une femme merveilleuse est incontestablement le sujet le plus poétique au monde », surtout lorsqu'elle sort de « la bouche (...) d'un amant endeuillé ».
Au-delà des aspects poétiques, cette « Lenore perdue » s'inspire peut-être de la vie de Poe, très affecté par la mort prématurée de sa mère Elizabeth Poe puis par la longue et fatale maladie de son épouse Virginia.
Poe considère Le Corbeau comme une tentative visant à « convenir en même temps au goût populaire et à celui des critiques » : il s'adapte à une majorité de lecteurs tout en flattant l'élite littéraire.
On ne sait combien de temps a pris l'écriture du poème, les spéculations allant d'un seul jour à dix ans. En 1843, Poe récite à Saratoga ce que l'on croit être l'une des premières versions du Corbeau, avec une fin différente.
Enfin, au lieu d'un corbeau une ébauche préliminaire a peut-être mis en scène une chouette, animal associé à la déesse Athéna.

## Analyse

### Structure et prosodie
Le poème se compose de 18 sizains. De manière générale, les vers sont des octosyllabes trochaïques. À titre d'exemple, la première ligne suit le schéma suivant ( / représente une syllabe accentuée et X une syllabe non accentuée) :
| Accent tonique | /    | X   | /  | X | /    | X     | /      | X  | /     | X | /    | X     | /    | X   | /     | X |
| Syllabe        | Once | up- | on | a | mid- | night | drear- | y, | while | I | pon- | dered | weak | and | wear- | y |

Poe présente le poème comme une combinaison d'octosyllabes acatalectiques (où la métrique est respectée car il ne manque aucune syllabe), d'heptasyllabes catalectiques (il manque une ou plusieurs syllabes) et de tétramètres catalectiques. La disposition des rimes est ABCBBB, ou AA, B, CC, CB, B, B si l'on prend en compte les rimes internes. Dans chaque strophe, les vers B riment avec le mot « Nevermore » ( « Jamais plus »). Le poème utilise abondamment l'allitération (« Doubting, dreaming dreams... »). Sans mettre en cause ses qualités « hypnotiques », le poète américain Daniel Hoffman (en) juge la structure et la métrique conventionnelles au point que l'œuvre en devient artificielle.
Poe reprend la structure du poème d'Elizabeth Barrett Lady Geraldine's Courtship, qu'il admire : « je n'ai jamais lu un poème combinant autant de passion violente avec autant d'imagination la plus délicate ». Il en a publié une critique en janvier 1845 dans le Broadway Journal, affirmant : « son inspiration poétique est la meilleure – nous ne pouvons rien concevoir de plus noble. Son sens de l'Art est pur en lui-même ». Mais fidèle à son esprit critique, il stigmatise  son manque d'originalité et la nature répétitive de certains de ses poèmes.
Dans Le Corbeau, Poe utilise abondamment la répétition, qui traduit l'hallucination croissante du narrateur.
Il écrit ce poème comme un récit, sans vouloir créer d'allégorie ni tomber dans le didactisme. Il exploite le thème de l'amour qui ne s'éteint pas. Le narrateur éprouve un conflit entre le désir salutaire d'oublier et le besoin pervers de se souvenir, tant il prend un certain plaisir à remâcher sa douleur. Bien que « Jamais plus » (« Nevermore ») semble tout ce que le corbeau sache dire, le narrateur continue de l'interroger tout en connaissant l'immuable réponse. Ses questions ne servent donc qu'à exacerber un sentiment de regret non dépourvu de masochisme.
On ne sait pas vraiment si le corbeau a conscience de l'effet dévastateur provoqué par son refrain. Tout d'abord afffaibli et las, le narrateur éprouve un regret croissant qui devient frénétique avant de sombrer dans la folie. Le professeur de littérature Christopher F. S. Maligec voit dans le poème une sorte de paraclausithyron élégiaque, ancienne forme poétique grecque et romaine narrant la complainte d'un amant devant la porte close de sa bien-aimée.

### Éléments-clés

#### Le corbeau
Poe choisit un corbeau comme protagoniste car il désire mettre en scène une créature pouvant parler sans pour autant savoir raisonner. L'oiseau répète les mêmes mots tel un perroquet. Il précise que le corbeau incarne  « l'éternel souvenir lugubre ». Il s'est aussi inspiré de Grip, un corbeau du Barnaby Rudge de Charles Dickens dont une scène en particulier évoque le poème de Poe : à la fin du cinquième chapitre, Grip fait du bruit et quelqu'un s'exclame : « Qu'est-ce que j'entends là ? N'est-ce pas lui qui tape à la porte ? », avec pour seule réponse : « Il y a quelqu'un qui frappe doucement au volet ». Grip maîtrise le langage et connaît plus d'un bon tour, tel celui de faire sauter le bouchon d'une bouteille de champagne. Poe met l'accent sur la nature extraordinaire du corbeau. Mais dans le Graham's Magazine, il critique Dickens en affirmant notamment que son corbeau aurait dû jouer un rôle plus symbolique et prophétique. Cette ressemblance entre les deux œuvres n'est pas passée inaperçue : dans Une Fable pour les Critiques, James Russel Lowell  écrit ce vers : « Ici vient Poe avec son corbeau, comme Barnaby Rudge / Trois cinquièmes de génie et deux cinquièmes de pure blague ».
Poe fait probablement allusion à la mythologie nordique : deux corbeaux nommés Hugin et Munin, qui symbolisent respectivement la pensée et le souvenir, accompagnent le dieu Odin. Il s'inspire aussi de la Bible : dans l'Ancien testament, Noé envoie un corbeau blanc pour s'assurer que le déluge a cessé. Mais l'oiseau ne revient pas immédiatement dans l'arche. En châtiment, il devient noir et doit se nourrir de charognes. Dans les Métamorphoses d'Ovide, le corbeau est blanc lui aussi avant qu'Apollon lui donne sa couleur actuelle, le punissant d'avoir divulgué l'infidélité d'un amant.
En outre, une version primitive du poème pourrait avoir mis en scène une chouette, animal lié à la déesse Athéna, et non pas un corbeau (voir supra : Composition - dernier alinéa).
Quant au refrain lancinant « Jamais plus » (« Nevermore »), son premier terme « Jamais » (« Never ») comporte la connotation négative d'un impossibilité : celle de retrouver le bonheur perdu.

#### Le narrateur
Dans La Philosophie de la Composition, Poe explique que le narrateur est un jeune étudiant, bien que cela ne soit pas énoncé dans le poème. Toutefois, le narrateur médite sur « maint curieux volume de savoir oublié » et un buste de Pallas-Athéna, déesse grecque de la sagesse et des maîtres d'école, surmonte la porte de sa chambre.
Tout au long du récit, il s'exprime à la première personne du singulier.

#### Lenore
La défunte Lenore, dont la narrateur ne peut faire le deuil, apparaît à huit reprises. Son nom se répète, de façon redoublée, à deux rimes successives des strophes 2, 5, 14 et 16.
Ce prénom semble obséder Poe. Il a publié un poème intitulé Lénore en février 1843, soit deux ans avant la parution du Corbeau.

#### L'au-delà
Comme dans la nouvelle Ligeia, l'ancien savoir évoqué au deuxième vers pourrait consister en magie noire ou science occulte. Plaident pour cette interprétation le choix du mois de décembre, traditionnellement associé aux forces obscures, et du corbeau, oiseau de mauvais augure. Le narrateur se persuade que le corbeau vient des « rivages de la Nuit Plutonienne », c'est-à-dire qu'il agit comme messager de l'au-delà envoyé par Pluton, le dieu romain des Enfers. L'autre monde apparaît donc comme un univers inquiétant, voire menaçant.

## Illustrations

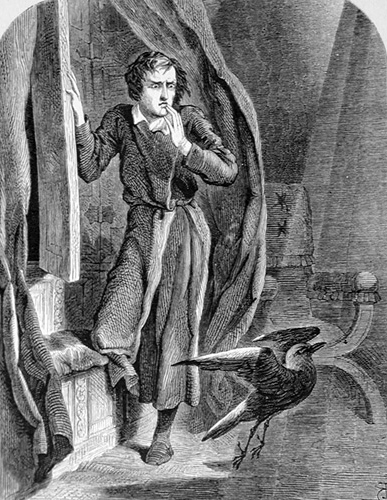
John Tenniel (1858).
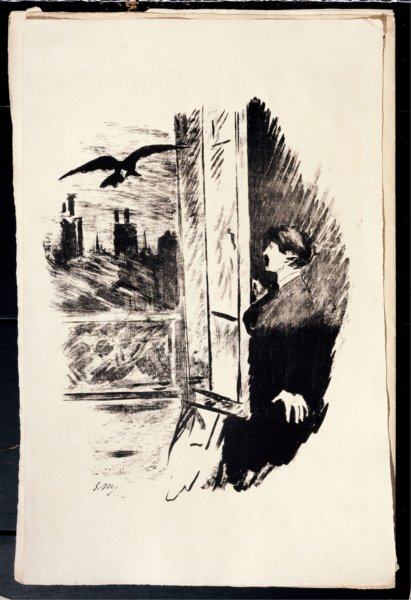
Édouard Manet (1875).
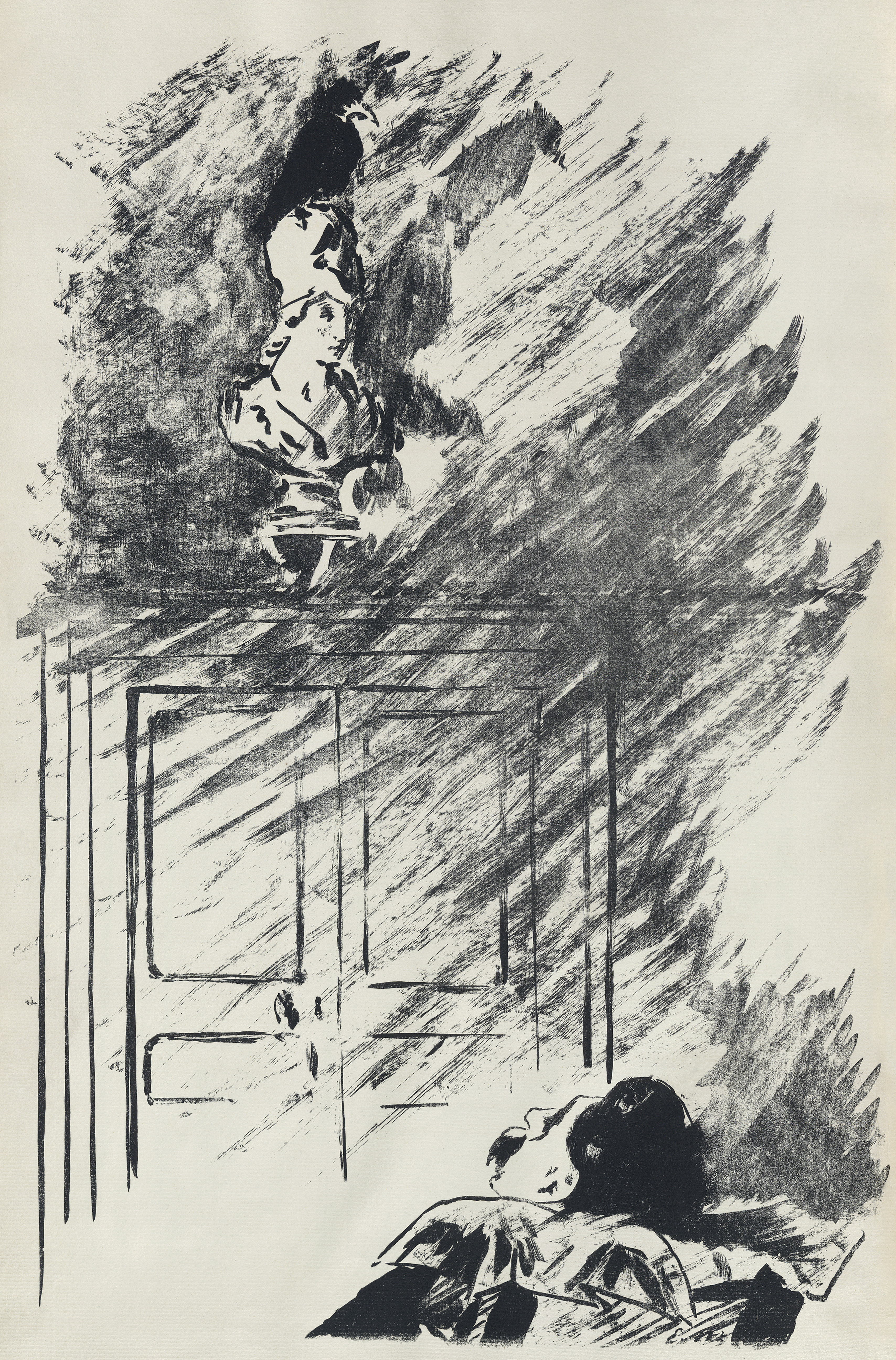
Édouard Manet, traduction de Stéphane Mallarmé (1875).
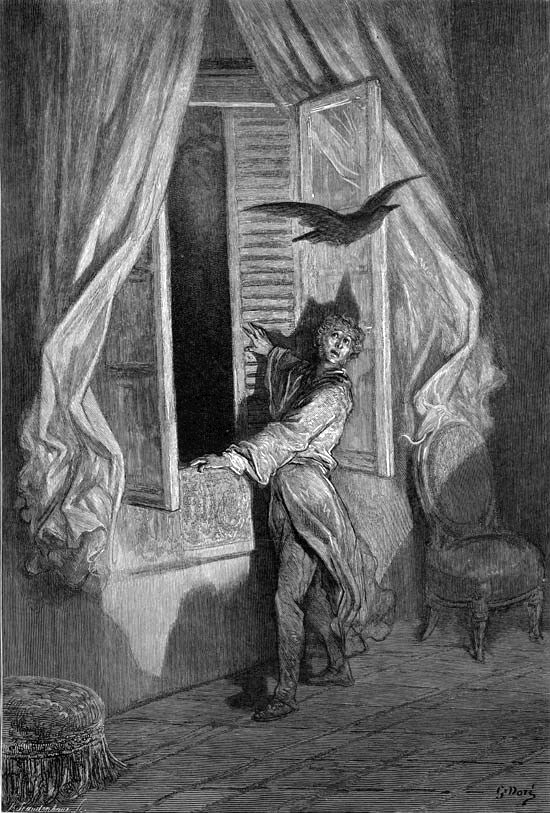
Gustave Doré (1884).
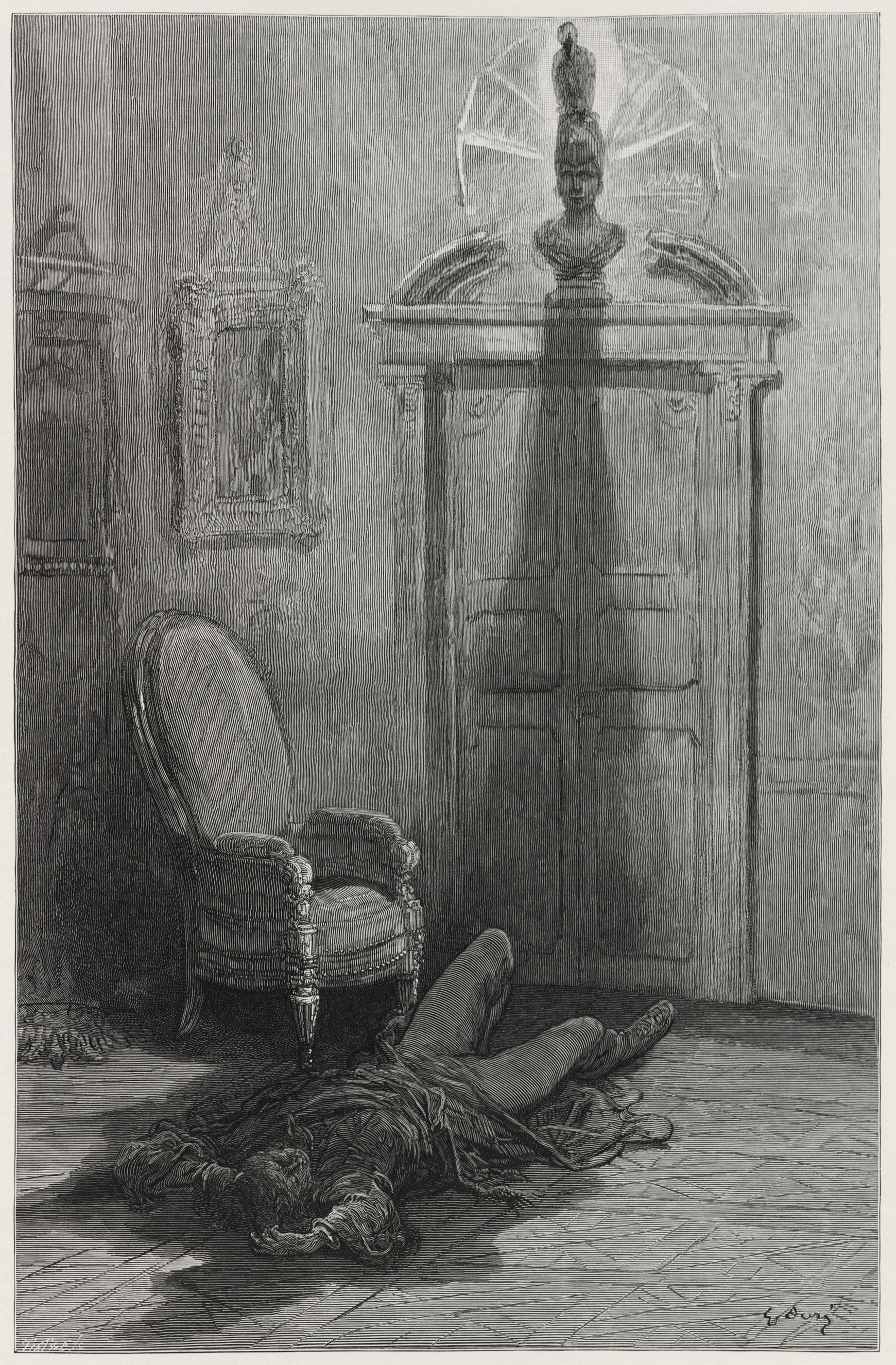
Gustave Doré (1884).
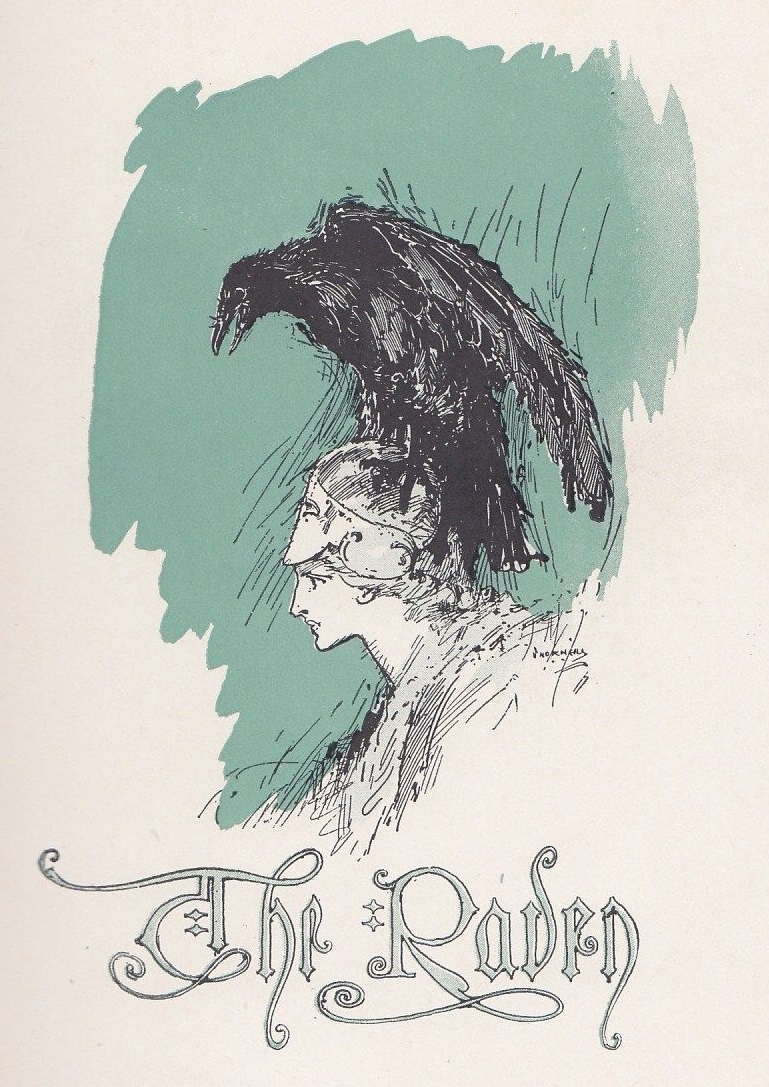
John R. Neill (1910).
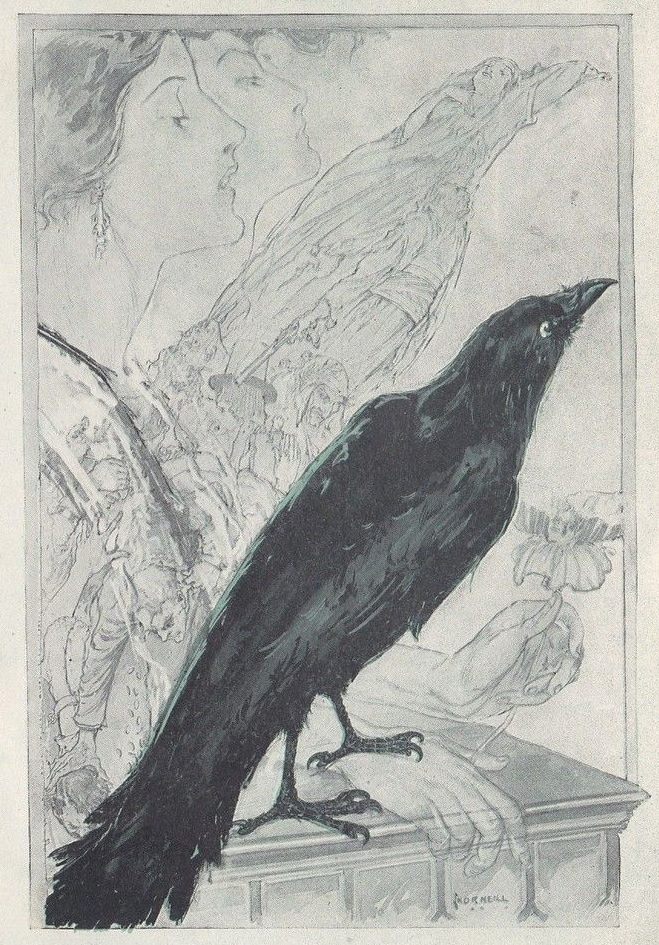
John R. Neill (1910).
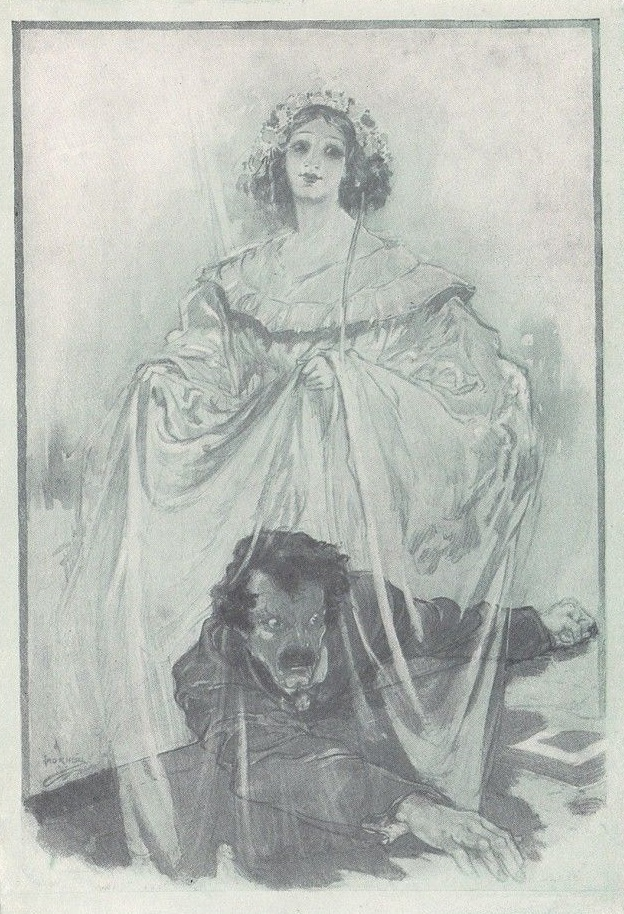
John R. Neill (1910).